# Grote Moskee van Tanger
De Grote Moskee van Tanger is een grote moskee in het centrum van de havenstad Tanger, in het noorden van Marokko. Het werd gebouwd op de plaats van de oude Portugese kathedraal, die werd herbouwd op de plaats van de Romeinse tempel voor Hercules.
De moskee dateert uit de regeerperiode van Sultan Ismail en werd in 1815 herbouwd door Sultan Sliman.